# Generalmajor
Generalmajor, også kaldet 2-stjernet general, er en militær rang i hære og luftvåben mellem brigadegeneral og generalløjtnant. Generalmajoren i Hæren bærer 2 A-stjerner på hver skulder. Graden svarer til en kontreadmiral i Søværnet.
Chefen for en division eller stabschefen ved et armekorps er typisk generalmajor. Chefen for en del-stab i en kommando, som fx Hærstaben i Værnsfælles Forsvarskommando, kan også have graden. Den militære chef for Hjemmeværnet er en generalmajor.
Graden svarer til Air Vice Marshal i RAF.

## Gradstegn for generalmajor
Danmark
- Hæren
- Flyvevåbnet

Andre landes gradstegn for generalmajor
- Canada
- Estland
- Frankrig
- Grækenland
- Italien
- Rumænien
- Sverige
- USA
- Tyskland, Wehrmacht 2. verdenskrig